# Сусло Віктор Володимирович
Віктор Володимирович Сусло (нар. 15 січня 1961, Харків, УРСР) — радянський та український футболіст, розпочинав кар'єру на позиції лівого півзахисника, пізніше був переведений на позицію захисника. Майстер спорту СРСР (1983). Після завершення кар'єри футболіста став футбольним арбітром, отримав звання арбітра ФІФА. Останнім місцем роботи Віктора був аматорський футбольний клуб «Соллі Плюс».

## Кар'єра гравця
Займатися футболом Віктор Сусло розпочав в харківській ДЮСШ-7 під керівництвом Аркадія Миколайовича Панова, потім продовжив навчання в харківському спортінтернаті, де тренувався під керівництвом Євгена Кисельова, а потім Юрія Михайловича Несміяна. Сусло запросили в юнацьку збірну УРСР, де його помітили селекціонери київського «Динамо». Він декілька років провів у дублі «Динамо», не зумівши через високу конкуренцію пробитися в основний склад.
У 1981 році Євген Лемешко, тренер «Металіста», домігся повернення Сусла до Харкова для посилення команди, яка боролася за вихід у вищу лігу СРСР. Дебют Віктора в основному складі «Металіста» відбувся 24 квітня в Душанбе в матчі проти місцевого «Паміру». Сусло вже в першому сезоні став основним гравцем харківського клубу, в цьому ж статусі продовжував грати за нього й у вищій лізі, допоміг у 1983 році вийти в фінал Кубка СРСР.
У 1985 році Сусло, якому виступи за київське «Динамо» вже мали враховуватися як служба у внутрішніх військах, довелося ще на рік відлучитися в армію. Протягом цього року він виступав за київський СКА, після чого повернувся в «Металіст». У 1988 році допоміг клубу виграти Кубок СРСР, хоча фінальний матч проти московського «Торпедо» пропустив через травму. У 1989 році був обраний капітаном команди, а в 1991 році перейшов на тренерську роботу в клубі. Всього в чемпіонаті СРСР за «Металіст» Сусло зіграв 237 матчів, забив 14 голів.
Після розпаду СРСР Сусло переїхав до Польщі, недовго виступав там за скромний клуб «Іглопул» з Дембіци. Повернувся в Україну в 1992 році, пограв у першій лізі за полтавську «Ворсклу» й у вищій лізі за «Темп» з Шепетівки. У 1994 році недовго виступав за харківський аматорський клуб «Юпітер».

## Кар'єра арбітра
По завершенні футбольної кар'єри Віктор Сусло розпочав роботу футбольним арбітром, спочатку в регіональних українських змаганнях і, зрештою, через певний час отримав статус арбітра ФІФА. Як головний арбітр обслуговував міжнародні, єврокубкові та товариські матчі, а також обслуговував матч кваліфікації чемпіонату Європи 2004 року між збірними Мальти та Ізраїля.
Статистика міжнародних матчів
| Змагання                           | Сезон / Рік      | Матчі            |
| Міжнародні матчі                   | Міжнародні матчі | Міжнародні матчі |
| ---------------------------------- | ---------------- | ---------------- |
| Чемпіонат Європи                   | -                | -                |
| Чемпіонат Європи (кваліфікація)    | 2002             | 1                |
| Клубні змагаггя                    |                  |                  |
| Ліга чемпіонів УЄФА                | -                | -                |
| Ліга чемпіонів УЄФА (кваліфікація) | 2004/2005        | 1                |
| Кубок УЄФА                         | 2003/2004        | 1                |
| Кубок УЄФА                         | 2005/2006        | 2                |
| Кубок УЄФА (кваліфікація)          | 2002/2003        | 1                |
| Кубок УЄФА (кваліфікація)          | 2006/2007        | 1                |
| Кубок Інтертото                    | 2005             | 1                |

## Кар'єра тренера
У 2000 році почав працювати дитячим тренером. Працював трененером в молодших групах харківського «Металіста». З 2014 по 2013 роки працював тренером у харківському аматорському клубі «Соллі Плюс».

## Досягнення
- Кубок СРСР
  -  Володар (1): 1988
  -  Фіналіст (1): 1983

- Перша ліга чемпіонату СРСР
  -  Чемпіон (1): 1981